# Mercedes-Simplex
Als Mercedes-Simplex werden verschiedene Modelle der Daimler-Motoren-Gesellschaft von 1902 bis 1910 bezeichnet, die den Zusatz aufgrund der vereinfachten Bedienung erhielten. Der Zusatz verschwand mit dem Jahr 1905, weshalb die letzten Modelle diesen Zusatz nie trugen. Die Simplex-Modelle sind Nachfolger des Mercedes 35 PS, die ab 1902 in Cannstatt und ab 1904 in Untertürkheim gebaut wurden.

## 40 PS, 40/45 PS, 45 PS, 26/45 PS

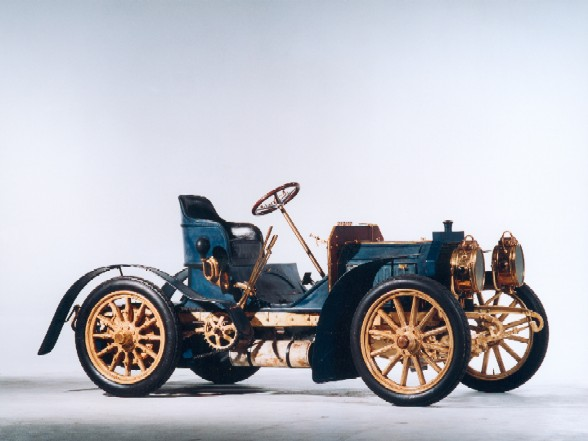
Mercedes-Simplex 40 PS von 1902

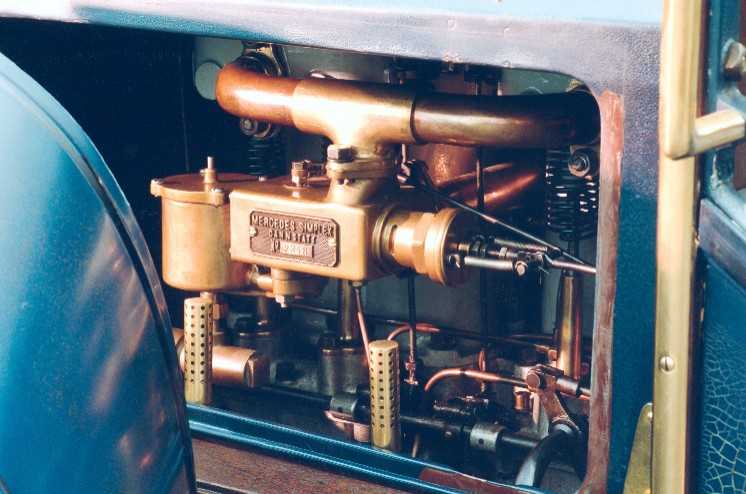
Motor-Ansaugseite mit Kolbenvergaser, verkapselter Einlassnockenwelle und offen stehenden Ventilschäften und -federn

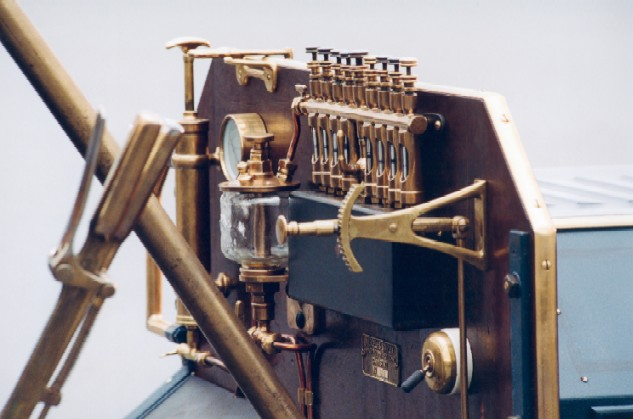
Handbremshebel für die hinteren Trommelbremsen, Lenksäule, Abgas-Klappenregler und „Schmiertrompete“.

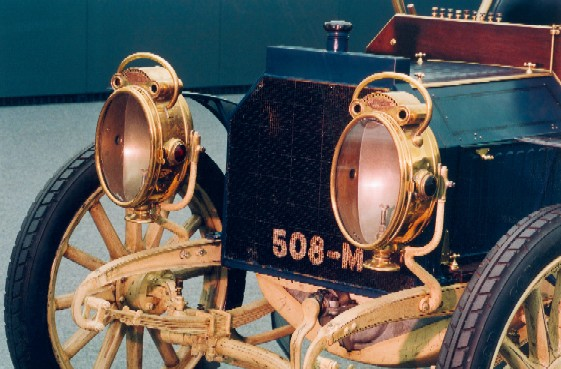
Bienenwabenkühler mit integriertem Wasser-Ausgleichsbehälter und Azetylen-Scheinwerfer

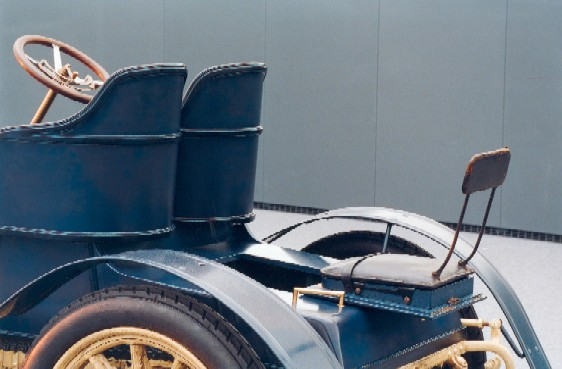
Der dritte Sitz

### Mercedes-Simplex 40 PS (1902–1903)
Bereits im Herbst 1901 machte sich Wilhelm Maybach an die Weiterentwicklung der ersten Mercedes-Typenreihe. Als neues Topmodell und direkter Nachfolger des Mercedes 35 PS entstand zunächst der Mercedes-Simplex 40 PS. Der Radstand wuchs auf 2450 mm, seine Bedienung wurde weiter vereinfacht durch „automatisches“ Auskuppeln und Abbremsen der Antriebswelle beim Betätigen des Schalthebels. Diese frühe Verbesserung des Bedienkomforts schlug sich im Namenszusatz „Simplex“ nieder.
Die Außenabmessungen des Motors blieben unangetastet, Bohrung und Hub werden jedoch geändert. Der Hubraum wuchs auf 6786 cm³, die Leistung stieg auf 45 PS (33 kW). Die Nockenwellen wurden gekapselt, und es gab nur noch einen Vergaser, dessen neue Vorwärmeinrichtung der besseren Zerstäuberwirkung der Maybach-Luftdüse diente.
Auch die Kühlung wurde verbessert. Das mit 60 cm Durchmesser ziemlich große Schwungrad erhielt Leitschaufeln, die den Luftdurchsatz von Kühler und Motorraum sicherten. Dafür fiel der Kühlerventilator weg, der Motorraum bekam Abdeck- und Leitbleche, die Wagenunterseite wurde mit Blechen verschlossen, eine Idee, die inspirierend auf nachfolgende Motorkonstruktionen in aller Welt wirkte. Der Kühlwasserbedarf sank um weitere zwei Liter auf sieben.

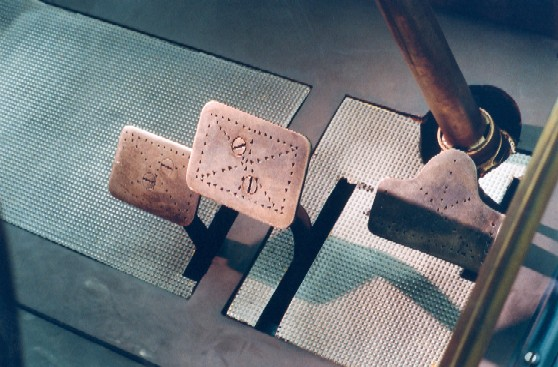
Kupplung (links) und die Pedale für die zwei unabhängig voneinander arbeitenden Außenband-Bremsen am Getriebe

Um der nochmals gestiegenen Motorleistung gerecht zu werden, erhielt der Wagen eine zweite Fußbremse, die als Bandbremse auf die Zwischenwelle des Kettenantriebs wirkte. Alle vier Bremsen – also auch die Trommelbremsen der Hinterräder und die Kardanbremse – wurden mit Spritzwasser gekühlt, das beim Betätigen aus einem Vorratsbehälter auf die Reibflächen tropfte. Weitere konstruktive Maßnahmen machten den Mercedes-Simplex zu einem 942-kg-Leichtgewicht mit guten Gewinnchancen gegen die durchweg deutlich schwerere Konkurrenz. Das erste Exemplar dieses Wagens wurde am 1. März 1902 an Emil Jellinek nach Nizza auf den Weg gebracht. Bei der dortigen Rennwoche war das neue Modell auf Anhieb erfolgreich: Wie der Mercedes 35 PS ein Jahr zuvor, gewann diesmal der 45-PS-Wagen das Bergrennen Nizza–La Turbie in einer neuen Rekordzeit. Er wurde zum Urvater aller Mercedes Renn- und Sportwagen der nächsten Generationen. „Mercedes-Simplex“ war in aller Munde und regte Kaiser Wilhelm II. zu einem Bonmot an. Auf der Automobil-Ausstellung in Berlin im März 1903 lässt er Wilhelm Maybach wissen: „Ja, wunderschön Ihr Motor! Aber, na ganz so simplex ist er ja auch wieder nicht.“
Der fünfte Mercedes-Simplex 40 PS wurde William Kissam Vanderbilt II, einem US-amerikanischen Milliardär und Autofan, der auch schon einen Mercedes 35 PS besaß, am 14. März 1902 in Cannstatt von der DMG übergeben. Er startete sofort zu einer 600-km-Tour nach Paris, wo er am Abend des zweiten Reisetages eintraf. Am 3. Mai unternahm er auf der Straße von Ablis nach Chartres einen Rekordversuch über einen Kilometer mit fliegendem Start, was ihm auch gelang. Die Höchstgeschwindigkeit seines Mercedes-Simplex wurde mit 111,8 km/h gemessen. Die Teilnahme an damals beliebten Langstreckenrennen und immer neue Rekordfahrten in Europa und Amerika waren für Vanderbilt. sportlicher Zeitvertreib, festigten den Ruf des Mercedes – samt dem seines Fahrers – und bescherten der DMG in stetig zunehmendem Maß prominente Käufer. Dieser Mercedes-Simplex 40 PS von 1902 des William Kissam Vanderbilt II ist nach heutiger Kenntnis der älteste existierende Mercedes und eines der wenigen überlebenden Exemplare dieser Modellreihe. Seine Geschichte lässt sich lückenlos zurückverfolgen.

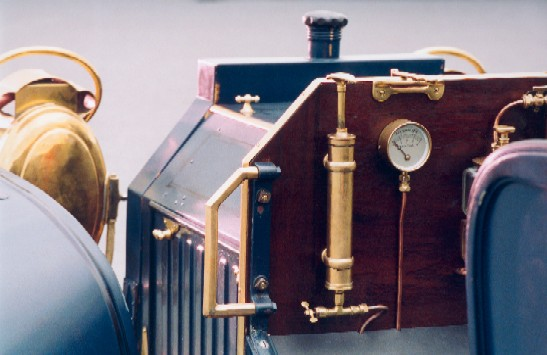
Handpumpe zum Druckaufbau in Tank und Schmieröl-Vorratsbehälter vor dem Motorstart, Manometer zur Kontrolle. Darüber der Kraftstoff-Mengenregler

1923 erwarb ihn ein nach Amerika ausgewanderter deutscher Rennmechaniker, der eine Mercedes-Werkstatt betrieb. „Mercedes Joe“ kümmerte sich vor allem um Filmstars und deren Automobile. Der Simplex diente als Ersatzteiltransporter. 1930 kaufte ihn die Scripps-Familie, reiche Zeitungsleute aus San Diego. Er diente bis in die frühen 1940er Jahre den Scripps-Kindern als Fahrschulauto. Später lief er noch auf der Scripps-Farm, bis er ausgedient hatte und in einer Scheune dahindämmerte.

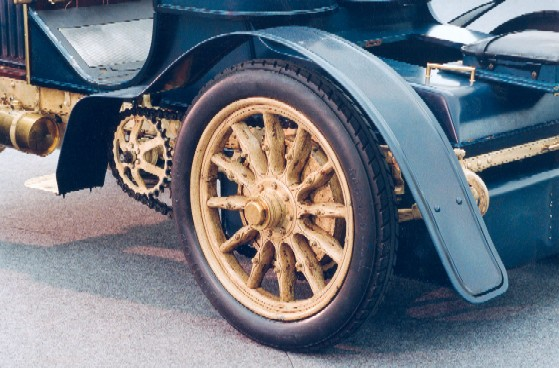
Kettenantrieb

Bill Evans Sr. erwarb ihn 1960 von den Scripps und stellte ihn in sein 1953 erbautes Bahia-Hotel in San Diego. Seine Recherchen förderten zutage, dass es sich tatsächlich um ein Modell 1902 handelte. Sichere Anhaltspunkte waren die aus einem Rohr gefertigte Vorderachse und die nur bei diesem Modell von 1902 am vorderen Rahmenende beweglich aufgehängten Blattfedern.
Die Straßenversion dieses Wagens hatte den enormen Kaufpreis von 60.000 Goldmark (entspricht heute etwa 492.800 Euro).

### Mercedes-Simplex 40/45 PS (1904)
Die Bezeichnung änderte sich in 40/45 PS, wobei die erste Zahl die Nominalleistung und die zweite Zahl die Effektivleistung angab.

### Mercedes 45 PS (1905–1909)
Die Bezeichnung änderte sich erneut, wobei wie bei allen Modellen nicht nur der Simplex-Zusatz, sondern auch die nominale Leistungsbezeichnung wegfiel.

### Mercedes 26/45 PS (1909–1910)
Für die letzten beiden Jahre änderte sich die Bezeichnung ein letztes Mal, da die Daimler-Motoren-Gesellschaft sich der Regelung des VDMI anschloss und der Leistung nun die Steuerklasse voranstellte.
Als Nachfolger ist der Mercedes 28/50 PS anzusehen, der mit Kardan- und Kettenantrieb erhältlich war.

## 28 PS, 28/32 PS, 35 PS

### Mercedes-Simplex 28 PS (1902–1903)
Neben dem Mercedes-Simplex 40 PS wurde mit dem Mercedes-Simplex 28 PS auch noch ein kleinerer Wagen (Radstand: 2500 mm) mit einem Vierzylindermotor mit (nur) 5320 cm³ Hubraum angeboten, der 33 PS (24,2 kW) leistete. In den übrigen Details entsprach er dem vorgenannten Modell. Seine Höchstgeschwindigkeit lag bei 60 km/h. Der Preis dieses Wagens betrug mit 20.000 Goldmark (entspricht heute etwa 164.300 Euro) nur ein Drittel von dem des ersten Modells.

### Mercedes-Simplex 28/32 PS (1904)
Die Bezeichnung änderte sich 1904 in 28/32 PS, wobei die erste Zahl die Nominalleistung und die zweite Zahl die Effektivleistung angab.

### Mercedes 35 PS (1905–1909)
Die Bezeichnung änderte sich erneut, wobei wie bei allen Modellen nicht nur der Simplex-Zusatz, sondern auch die nominale Leistungsbezeichnung wegfiel. Die 32 PS wurden für die Typenbezeichnung in 35 PS erhöht.
Als Nachfolger ist der Mercedes 35 PS mit Kardanantrieb anzusehen, der kurz nach Einführung in Mercedes 22/35 PS umbenannt wurde.

## 20 PS, 18/22 PS, 18/28 PS

### Mercedes-Simplex 20 PS (1902–1903)
Als kleinste Baureihe der Simplex-Modelle erschien 1902 der Mercedes-Simplex 20 PS.

### Mercedes-Simplex 18/22 PS (1903–1904)
Die Rolle des kleinen Sportwagens spielte dieses Modell mit 3050 cm³ Hubraum und 22–25 PS (16–18,4 kW). Sein Radstand betrug nur 2100 mm. Das Fahrzeug erreichte immerhin 80 km/h.
Die Wagen hatten eine sequentielle Gangschaltung mit Kurvenscheiben und eine Kupplung mit Metallbacken.
Für dieses Automobil rief die DMG einen Kaufpreis von 11.000 Goldmark (entspricht heute etwa 90.300 Euro) auf.

### Mercedes-Simplex 18/28 PS (1904–1905)
Der obengenannte Sportwagen erhielt 1904 einen größeren Motor mit 4084 cm³ Hubraum und 30 PS (22 kW). Die Spur wurde um 90 mm verbreitert und man ging wieder zur üblichen Kulissenschaltung zurück. An den Fahrleistungen änderte dies nichts.

## 60 PS, 90 PS

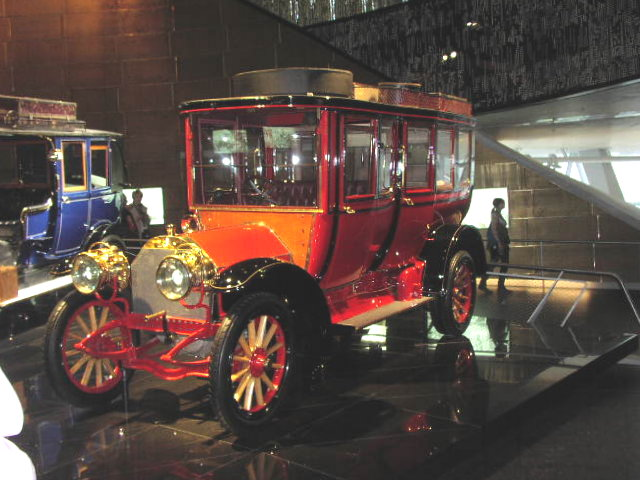
Mercedes-Simplex 60 PS (1904)

### Mercedes-Simplex 60 PS (1902–1905)
Es gab auch noch ein größeres Modell mit einem Radstand von 2750 mm und einem Vierzylindermotor mit 9240 cm³ Hubraum und einer Leistung 70 PS (51 kW). Seine Höchstgeschwindigkeit lag bei 120 km/h.
Der Motor war mit sehr großen, hängenden Einlassventilen (Durchmesser: 88 mm) ausgeführt. Die stehenden Auslassventile hatten 60 mm Durchmesser. Der Ladungswechsel dieses wechselgesteuerten Motors konnte über eine verschiebbare Zahnstange geregelt werden, die den Hub der Einlassventile veränderte.
Der Kaufpreis erreichte mit 25.000 Goldmark (entspricht heute etwa 205.300 Euro) auch bei diesem großen Wagen bei weitem nicht die Regionen des 40/45-PS-Wagens.
Der Belgier Camille Jenatzy holte sich mit einem Mercedes-Simplex-60-PS-Rennwagen den Sieg im Gordon-Bennet-Rennen von 1903. Der Wagen wurde der DMG vom US-amerikanischen Enthusiasten Clarence Gray Dinsmore zur Verfügung gestellt, nachdem die ursprünglich für das Rennen vorgesehenen 90-PS-Rennwagen bei einem Feuer vernichtet worden waren.

### Mercedes-Simplex 90 PS (1903)
Mit 90 PS gab es eine Rennwagen-Variante, jedoch wurden die Wagen bei einem schweren Brand im Juni 1903 im Cannstatter DMG-Werk allesamt vernichtet.

## 55 PS, 31/55 PS

### Mercedes 55 PS (1905–1909)
Ab dem Jahr 1908 ergänzte der Mercedes 55 PS das Verkaufsprogramm. Genau wie der zeitgleich veröffentlichte Mercedes 70 PS ähnelte er vom Konzept dem Mercedes 45 PS.

### Mercedes 31/55 PS (1909–1910)
Analog zu den anderen Modellen, wurde 1909 die Steuer-PS als Teil der Typenbezeichnung eingeführt.
Einen direkten Nachfolger dieses Modells gibt es nicht.

## 65 PS, 36/65 PS

### Mercedes 65 PS (1905–1909)
1905–1909 wurde auf der Grundlage des 60 PS ein Tourenwagen mit 65 PS als Doppelphaeton gebaut.

### Mercedes 36/65 PS (1909)
Analog zu den anderen Modellen, wurde 1909 die Steuer-PS als Teil der Typenbezeichnung eingeführt. Im gleichen Jahr endete dieses Modell. Der Mercedes 38/70 PS mit Kettenantrieb kann als Nachfolger angesehen werden.